# Gilbert Rouanet
Pas d'image ? Cliquez ici

a Compétitions nationales et continentales officielles uniquement.

b Matchs officiels uniquement.
Gilbert Rouanet, né le 19 mars 1948 à Puisserguier et mort le 9 décembre 2012 à Lézignan-Corbières, est un joueur de rugby à XIII évoluant au poste de pilier dans les années 1970.
Natif de Puisserguier, Gilbert Rouanet joue avec le FC Lézignan dans l'Aude avec lequel il dispute la finale du Championnat de France en 1976 ainsi que deux finales de la Coupe de France en 1971 et 1974 et y côtoient Richard Alonso, Éric Waligunda et Michel Maïque.
Ses performances remarquées en club l'amènent à prendre part à une rencontre de l'équipe de France le 17 février 1974 contre la Grande-Bretagne.

## Palmarès
- Collectif :
  - Finaliste du Championnat de France : 1976 (Lézignan).
  - Finaliste de la Coupe de France : 1971 et 1974 (Lézignan).

### Détails en sélection
| Matchs internationaux de Gilbert Rouanet | Matchs internationaux de Gilbert Rouanet | Matchs internationaux de Gilbert Rouanet | Matchs internationaux de Gilbert Rouanet | Matchs internationaux de Gilbert Rouanet | Matchs internationaux de Gilbert Rouanet | Matchs internationaux de Gilbert Rouanet | Matchs internationaux de Gilbert Rouanet | Matchs internationaux de Gilbert Rouanet | Matchs internationaux de Gilbert Rouanet | Matchs internationaux de Gilbert Rouanet | Matchs internationaux de Gilbert Rouanet |
|                                          | Date                                     | Adversaire                               | Résultat                                 | Compétition                              | Poste                                    | Points                                   | Essais                                   | Pen.                                     | Drops                                    |                                          |                                          |
| ---------------------------------------- | ---------------------------------------- | ---------------------------------------- | ---------------------------------------- | ---------------------------------------- | ---------------------------------------- | ---------------------------------------- | ---------------------------------------- | ---------------------------------------- | ---------------------------------------- | ---------------------------------------- | ---------------------------------------- |
| sous les couleurs de la France           |                                          |                                          |                                          |                                          |                                          |                                          |                                          |                                          |                                          |                                          |                                          |
| 1.                                       | 17 février 1974                          | Grande-Bretagne                          | 0-29                                     | Tes-match                                | Remplaçant                               | -                                        | -                                        | -                                        | -                                        |                                          |                                          |

#### Statistiques
| Saison    | Saison   | Championnat           | Championnat | Championnat | Championnat | Championnat | Championnat | Championnat | Coupe           | Coupe  | Coupe | Coupe | Coupe | Coupe | Coupe | Sélection | Sélection | Sélection | Sélection | Sélection | Sélection | Sélection |
| Saison    | Saison   | Comp.                 | Class.      | M           | Pts         | Ess.        | Buts        | Dp.         | Comp.           | Class. | M     | Pts   | Ess.  | Buts  | Dp.   | Comp.     | M         | Pts       | Ess.      | Buts      | Dp.       |           |
| --------- | -------- | --------------------- | ----------- | ----------- | ----------- | ----------- | ----------- | ----------- | --------------- | ------ | ----- | ----- | ----- | ----- | ----- | --------- | --------- | --------- | --------- | --------- | --------- | --------- |
| 1970-1971 | Lézignan | Championnat de France |             | ?           | -           | -           | -           | -           | Coupe de France |        | ?     | -     | -     | -     | -     |           |           |           |           |           |           |           |
| 1971-1972 | Lézignan | Championnat de France |             | ?           | -           | -           | -           | -           | Coupe de France |        | ?     | -     | -     | -     | -     |           |           |           |           |           |           |           |
| 1972-1973 | Lézignan | Championnat de France |             | ?           | -           | -           | -           | -           | Coupe de France |        | ?     | -     | -     | -     | -     |           |           |           |           |           |           |           |
| 1973-1974 | Lézignan | Championnat de France |             | ?           | -           | -           | -           | -           | Coupe de France |        | ?     | -     | -     | -     | -     |           | 1         | -         | -         | -         | -         |           |
| 1974-1975 | Lézignan | Championnat de France |             | ?           | -           | -           | -           | -           | Coupe de France |        | ?     | -     | -     | -     | -     |           |           |           |           |           |           |           |
| 1975-1976 | Lézignan | Championnat de France |             | ?           | -           | -           | -           | -           | Coupe de France |        | ?     | -     | -     | -     | -     |           |           |           |           |           |           |           |